# Appuntamento a tre
Appuntamento a tre è un film del 1999, diretto da Damon Santostefano.

## Trama
Oscar Novak (Matthew Perry), un giovane architetto, ed il suo socio in affari gay, Peter Steinberg (Oliver Platt), hanno la grande opportunità di dare una svolta alla propria carriera dal magnate di Chicago Charles Newman (Dylan McDermott), che ha scelto loro per competere per il plastico di un multimilionario centro culturale. In una tattica pubblicitaria Newman ha inserito Oscar e Peter in una competizione faccia a faccia con due colleghi molto famosi e spietati, Decker and Strauss. Tuttavia Oscar viene scambiato per gay durante l'incontro con Charles Newman. Caduto nell'errore, Newman chiede ad Oscar di tenere d'occhio la sua amante Amy (Neve Campbell), un'artista simpatica e impulsiva. Oscar si innamora della ragazza, ma deve far finta di essere gay per non perdere l'opportunità di fare carriera.

## Curiosità
- Quando Matthew Perry va per la prima volta all'appartamento di Amy, lei gli chiede "Sei sempre così agitato?". Questa è la stessa domanda che Bruce Willis fa allo stesso Perry quando i due fanno per la prima volta una 'passeggiata in auto' nel film del 2000 FBI: Protezione testimoni. In entrambi i casi la risposta è "sì".
- Il personaggio di Novak è stato descritto come "Chandler diventa un architetto", dal personaggio che Matthew Perry interpreta nel sit-com Friends.
- Sia in Friends che in Appuntamento a tre il personaggio di Perry viene scambiato per gay.
- Questo è il secondo lavoro cinematografico che Neve Campbell fa con un attore di Friends. Il primo è stato con Courteney Cox in Scream.
- A Perry era stato offerto un copione simile a questo in precedenza, ma lo ha rifiutato per la mancanza di spessore del personaggio.